# Patków (powiat łosicki)
Patków – wieś sołecka w Polsce położona w województwie mazowieckim, w powiecie łosickim, w gminie Łosice. W miejscowości znajduje się przystanek kolejowy Patków.
W latach 1975–1998 miejscowość należała administracyjnie do województwa bialskopodlaskiego.
Wierni Kościoła rzymskokatolickiego należą do parafii św. Apostołów Piotra i Pawła w Niemojkach.